# Ерлінґ Трондсен
Ерлінґ Трондсен (народився 28 грудня 1959) — норвезький паралімпійський плавець. Він виграв 20 медалей, тринадцять з них золоті, між 1976 і 1992 роками.  
В останні роки Трондсен виступав організатором пляжного волейболу для людей з інвалідністю  та займався тренерською діяльністю. 

## Спортивні досягнення

### Літні Паралімпійські ігри 1976
- Золото у плаванні, 100 м вільним стилем
- Золото у плаванні, 100 м вільним плаванням батерфляєм
- Золото у плаванні, 200 м комплексним плаванням

### Літні Паралімпійські ігри 1980
- Золото у плаванні, 100 м брасом
- Золото у плаванні, 150 м комплексним плаванням
- Срібло у плаванні, 100 м на спині
- Срібло у плаванні, 100 м вільним стилем

### Літні Паралімпійські ігри 1984
- Золото у плаванні, 100 м вільним стилем
- Золото у плаванні, 100 м на спині
- Золото у плаванні, 100 м брасом
- Золото у плаванні, 100 м батерфляєм
- Золото у плаванні, 200 м комплексним плаванням

### Літні Паралімпійські ігри 1988
- Золото у плаванні, 100 м батерфляєм
- Золото у плаванні, 200 м комплексним плаванням
- Срібло у плаванні, 100 м вільним стилем
- Бронза у плаванні, 100 м брасом

### Літні Паралімпійські ігри 1992 року
- Золото у плаванні, 100 м батерфляєм
- Срібло у плаванні, 50 м вільним стилем
- Срібло у плаванні, 100 м вільним стилем
- Срібло у плаванні на 200 м комплексним плаванням